# المجلس الوطني للعلاقات الأمريكية العربية

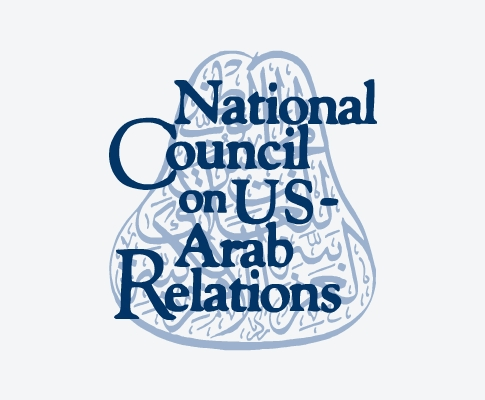
شعار المجلس الوطني للعلاقات الأمريكية العربية

المجلس الوطني للعلاقات الأمريكية العربية (NCUSAR) منظمة أمريكية غير ربحية هدفها تحسين معرفة وفهم الأمريكيين للعالم العربي.

## خلفية
تأسس المجلس الوطني للعلاقات الأمريكية العربية في عام 1983. يتمتع المجلس بمركز خيري عام وفقًا للمادة 501 (ج) (3) من قانون الإيرادات الداخلية. جميع المساهمات معفاة من الضرائب.
يقع مقر المجلس في 1730 M Street, واشنطن العاصمة. من خلال استغلال موقعه المركزي سياسياً وروابطه مع المنظمات الشقيقة، يلعب المجلس دورًا في عقد اجتماعات منتظمة لرؤساء اثنتي عشرة منظمة علاقات عربية أمريكية تتعلق بتبادل المعلومات ومناقشة الاستراتيجيات وتجنب ازدواج الجهود وتحديد ومتابعة فرص لمزيد من التعاون بين المنظمات.
يضم المجلس مهنيين وخبراء في مجال السياسة العربية. أبرزهم[بحاجة لتوضيح] هو الرئيس والمدير التنفيذي الدكتور جون ديوك أنتوني. يتولى نائبا الرئيس باتريك ماسينو والدكتور جيمس وينشيب منصب مدير التطوير ومدير البرنامج على التوالي، بينما تترأس ميجان جايسلر الجامعة العربية النموذجية المعترف بها على المستوى الوطني. يتم دعم هؤلاء المديرين من قبل فريق من المتدربين الذين يعملون موسميًا. يتم تقديم فرصة التدريب في فصل الخريف لطلاب الكلية، كما توجد زمالة خاصة للمتدربين في الصيف.
يتم دعم المجلس الوطني في المقام الأول من قبل المحسنين والأفراد والمؤسسات في الولايات المتحدة والعالم العربي. وغالبًا ما تبدأ مشاركتهم في المجلس بحدث أو نشاط واحد وتنمو إلى علاقة أوسع قائمة على التزام مشترك برؤية المجلس ورسالته. لقد ازداد عدد الأشخاص المشاركين في المجلس على مر السنين.

## رؤية
تتمثل رؤية المجلس الوطني في علاقة بين الولايات المتحدة وشركائها العرب وأصدقائها وحلفائها تقوم على أساس متين ودائم قدر الإمكان. يتعلق هذا بالمساعي السياسية المتبادلة، والمشاريع الاقتصادية، والتقدير المتبادل للثقافة والتراث.

## مهمة
مهمة المجلس الوطني تربوية. وتهدف إلى تحسين الوعي والفهم الأمريكي للدول العربية والشرق الأوسط والعالم الإسلامي. وهي تقوم بذلك من خلال تعزيز برامج تطوير القيادة والمحاضرات والمنشورات التعليمية والمنتديات العامة.
يستضيف المجلس الوطني للعلاقات الأمريكية العربية مؤتمر صانعي السياسة العرب الأمريكيين السنوي، وهو تجمع لمناقشة القضايا الملحة في ذلك العام في العالم العربي. كما ترعى الجامعة العربية النموذجية بين الكليات، وهي منتدى طلابي يشبه نموذج الأمم المتحدة. توجد فرص للدراسة في الخارج على شكل الكلية اليمنية لدراسات الشرق الأوسط وجامعة القاهرة للدول العربية. يرعى المجلس القومي للعلاقات الأمريكية العربية بشكل دوري البرامج التعليمية العامة في الكابيتول هيل. هناك، تقوم مجموعة من المتخصصين بتحليل ومناقشة القضايا ذات الأهمية للعلاقة بين الولايات المتحدة والشرق الأوسط والعالم الإسلامي. تسعى مثل هذه الأحداث إلى تعزيز الثقة والصداقة أثناء دراسة القضايا السياسية المعقدة.
كخدمة عامة، يعمل المجلس كرابطة من المعلومات والاتصالات للمؤسسات الشعبية والحكومية والتجارية والدينية والدولية. بهذه الطريقة يساعد المجلس في تعزيز وتوسيع العلاقات العربية الأمريكية الشاملة.

## المنشورات
بالإضافة إلى توزيع الرسائل الإخبارية الروتينية، يوفر المجلس موارد تتعلق بالسياسة العربية والتاريخ والعلاقة مع الغرب. وتتاح للجمهور بصفة منتظمة التسجيلات المرئية والمسموعة وكذلك نصوص الأحداث التي يستضيفها المجلس. أبرزها مقاطع فيديو ونسخ من مناقشات المنتدى التي عقدت في المؤتمر السنوي لصانعي السياسات العرب الأمريكيين. كما يتم تقديم مقالات مجانية نشرها الدكتور جون ديوك أنتوني، الذي كتب في الماضي لـ موسوعة بريتانيكا ومجلس التعاون الخليجي. المجلس الوطني للعلاقات الأمريكية العربية ينشر أيضًا الموارد التي يراها مفيدة في نشر المعرفة حول العالم العربي.
يقدم مشروع خدمة معلومات العلاقات السعودية الأمريكية نظرة موضوعية وشاملة للعلاقة بين الولايات المتحدة والمملكة العربية السعودية. الهدف الرئيسي لـ خدمة معلومات العلاقات السعودية الأمريكية هو توفير معلومات من مجموعة متنوعة من المصادر التي كان من الصعب على معظم القراء الكشف عنها. تقدم النشرة الإخبارية الإلكترونية المجانية مواد أصلية مثل المقابلات والمقالات. منذ إطلاقه في عام 2003م، تم قياس الزيارات الشهرية للموقع الإلكتروني بالملايين. يتم ذكر خدمة معلومات العلاقات السعودية الأمريكية بشكل روتيني من قبل وسائل الإعلام الدولية الكبرى كمصدر إخباري. الاشتراك في النشرة الإخبارية الإلكترونية مجاني ومفتوح للجمهور.

## روابط خارجية
- المجلس الوطني للعلاقات العربية الأمريكية (NCUSAR).
- مؤتمر صناع السياسة العرب الأمريكيين
- جامعة الدول العربية النموذجية
- منشورات NCUSAR المجانية